# Konnektivismus
Konnektivismus (engl. Connectivism) ist eine relativ junge Lerntheorie, die sich auf das Lernen im digitalen Zeitalter bezieht. Sie wurde von dem kanadischen Lerntheoretiker George Siemens entwickelt. Noch betonter als andere bestehende Lerntheorien sieht der Konnektivismus den Menschen nicht als isoliertes, sondern als vernetztes Individuum. So entsteht ein Netzwerk, sowohl zu anderen Menschen als auch zu nicht-menschlichen Quellen. Dieses Netzwerk ist maßgeblich für das Lernen, da der Mensch jederzeit darauf zugreifen kann.

## Geschichte des Konnektivismus
Im Januar 2005 veröffentlichte George Siemens den Artikel "Connectivism: A Learning Theory for the Digital Age" im International Journal of Instructional Technology and Distance Learning. Darin beschrieb er die Grundgedanken des Konnektivismus, den er basierend auf seiner Analyse der Beschränkungen des Behaviorismus, Kognitivismus und Konstruktivismus entwickelt hat, um zu erklären, welchen Einfluss Technologie darauf hat, wie wir leben, wie wir kommunizieren und wie wir lernen.
Donald G. Perrin, Chefredakteur des International Journal of Instructional Technology and Distance Learning sagt, diese Theorie "kombiniert die relevanten Elemente von mehreren Lerntheorien, sozialen Strukturen und Technologie, um ein mächtiges theoretisches Konstrukt für das Lernen im digitalen Zeitalter zu schaffen."
Später hat neben Siemens auch Stephen Downes maßgeblich an der Weiterentwicklung dieser Lerntheorie mitgewirkt.
Der Begriff Konnektivismus taucht bereits als Wort in dem Buch "Der mittlere Weg der Erkenntnis" (Brückenschlag zwischen wissenschaftlicher Theorie und menschlicher Erfahrung) von Francisco J. Varela (et al.) in der Originalausgabe von 1991 auf. Varela verweist in seiner Anmerkung darauf, dass dieser Name angeregt wurde von Feldmann und Ballard in: "Connectionist models and their properties".

## Grundgedanken des Konnektivismus
Einer der wichtigsten Aspekte des Konnektivismus ist die Vernetzung über Knoten und Verbindungen als eine zentrale Metapher für das Lernen. In dieser Metapher ist ein Knoten alles, was mit einem anderen Knoten verbunden werden kann. Das können sowohl die lernende Person selber sein als auch andere Personen oder auch reguläre Quellen wie z. B. Bücher, Internetseiten oder Grafiken. Lernen ist dann der Prozess, neue Verbindungen zu anderen Knoten anzulegen und somit ein Lernnetzwerk aufzubauen. Nicht alle Verbindungen in dieser Metapher sind dabei gleich stark. Die meisten sind sogar relativ schwach.
Dadurch wird im Konnektivismus der Lernansatz des "Wissen wie" und "Wissen was" ergänzt durch ein "Wissen wo" (das Verständnis darüber, wo Wissen zu finden ist, wenn man es braucht). Das Meta-Lernen wird somit genau so wichtig wie das Lernen selbst.

### Prinzipien des Konnektivismus nach George Siemens
- Lernen und Wissen beruhen auf der Vielfältigkeit persönlicher Auffassung.
- Lernen ist der Prozess des Verbindens von spezialisierten Knoten und Informationsquellen.
- Lernen kann in nicht-menschlichen Einrichtungen stattfinden.
- Die Kapazität, mehr zu wissen, ist wichtiger als das, was man bereits weiß.
- Das Erhalten und Pflegen von Verbindungen ist unabkömmlich, um kontinuierliches Lernen zu ermöglichen.
- Die Fähigkeit, Zusammenhänge zwischen Wissensfeldern, Ideen und Konzepten zu erkennen, ist eine Grundvoraussetzung.
- Aktualität des Wissens ist das Ziel eines jeden konnektivistischen Lernens.
- Entscheidungen zu treffen ist ein Lernprozess an sich. Die Auswahl, was zu lernen ist, und die Bedeutung der aufgenommenen Information muss aus der Sicht einer sich ständig verändernden Realität gesehen werden. Während es heute eine richtige Antwort gibt, kann sich diese morgen aufgrund von Veränderungen im Informationsklima, welches die Entscheidung beeinflusst, als falsch herausstellen.

### Prinzipien des Konnektivismus nach Stephen Downes
- Lernen ist das Herstellen und Entfernen von Verbindungen zwischen Entitäten oder die Anpassung der Stärke dieser Verbindungen.[5]
- Die wichtigste Funktion eines Menschen in einer Gemeinschaft ist nicht Konformität, sondern Kreativität.[5]
- Gemeinschaften haben vier semantische Bedingungen: Autonomie, Diversität, Offenheit und Konnektivität.[5]
- Wissen findet man nur in Verbindungen zwischen Menschen. Lernen ist die Entwicklung dieser Verbindungen.[6]
- Eine Sprache hat keine Repräsentationsfunktion.[7]
- Lernen ist nicht ein Repräsentationsprozess, sondern ein Prozess des Werdens.[7]
- Die Aufgabe des Lehrers besteht nicht mehr in der Suche nach der besten Lernmethode, sondern in der Schaffung einer offenen Umgebung, die den Partizipation- und Verbindungsprozess zwischen den Lernenden unterstützt.[8]
- Lernen sollte man nicht als eine absichtliche, subjektive Aktivität betrachten. Lernen ist eine Eigenschaft des Systems, das ständig passiert.[8]

### Konnektivismus im Bereich des E-Learnings
Mohamed Ally von der Athabasca University unterstützt den Konnektivismus als eine Lerntheorie, die besser für das E-Learning geeignet ist als ältere Theorien wie etwa Behaviourismus, Kognitivismus oder Konstruktivismus. Diese Position beruht auf der Idee, dass sich die Welt verändert hat und vernetzter geworden ist. Lerntheorien, die vor diesen globalen Veränderungen entwickelt wurden, sind daher weniger relevant. Dennoch sagt Ally: "Was gebraucht wird, ist nicht eine unabhängige Theorie für das digitale Zeitalter, sondern ein Modell, das die verschiedenen Theorien integriert, um das Design für E-Learning-Material zu leiten."
Die Möglichkeiten, die sich durch das Web 2.0 ergeben haben, unterstützen das konnektivistische E-Learning, da es einfacher geworden ist, sich z. B. über Soziale Netzwerke mit anderen Menschen zu vernetzen.

### Kritik am Repräsentationalismus
Stephen Downes ist ein Kritiker der Theorien des Lernens, die das Lernen als Repräsentationsprozess ansprechen. Er wurde stark von Wittgensteins Theorie der Sprache und Francisco Varelas Wahrnehmungstheorie beeinflusst. Nach Downes ist Lernen als Prozess des Erwerbs von Wahrheiten eine obsolete Idee. Er kritisiert auch den konstruktivistischen Ansatz des Lernens als Bedeutungskonstruktion. Lernen kann nicht als Erwerb von Fakten betrachtet werden, sondern als Immersion in einer Umgebung. Geografie zu lernen heißt nach ihm nicht, geografische Inhalte zu verstehen, sondern ein Geograf zu werden. Dies hat zwei Implikationen, eine theoretische und eine praktische. Die theoretische Implikation: das Lernen ist nicht mehr zu verwechseln mit Verständnis, d. h. die Fähigkeit eines Menschen, mentale Repräsentationen der Welt aufzubauen. Ein Geograf ist nicht jemand, der geografischen Fakten kennt. Er ist jemand, der als Geograf handeln kann, der als Geograf in einer Gemeinschaft von Geografen identifiziert werden kann. Die praktische Implikation dieses Denkens ist die Möglichkeit, neue Lernumgebungen zu betrachten. Eine gute Lernumgebung in diesem Sinne ist eine Übungsmaschine (exercise machine), die den Lernenden Lernen durch einen Immersionsprozess in einer Gemeinschaft ermöglicht. Stephen Downes betrachtet das Lernen nicht als eine mentale, logische, absichtliche Aktivität. Er vergleicht Lernen am liebsten mit Muskelwachstum. Das heißt nicht, dass die konnektivistische Theorie das körperliche über das mentale setzt. Nach Stephen Downes, und hier kann man die Einflüsse des Aphorismus Der Geist liegt nicht im Kopf (la mente no está en la cabeza) von Francisco Varela sehen, gibt es keine Trennung der Natur zwischen Geist und Körper.

## Konnektivistische Lehrmethoden
2008 haben Siemens und Downes einen Massive Open Online Course mit dem Titel "Connectivism and Connective Knowledge" (zu Deutsch: "Konnektivismus und konnektives Wissen") durchgeführt, der Konnektivismus sowohl als Inhalt als auch als angewendete Unterrichtsmethodik demonstrierte. Der Kurs war kostenlos und offen für alle zugänglich, die daran teilnehmen wollten. Insgesamt haben sich über 2000 Menschen aus der ganzen Welt für diesen Kurs eingeschrieben. Sämtliche Kursmaterialen wurden in verschiedenen Onlineformaten (Artikel, Videos, Audioaufzeichnungen) zur Verfügung gestellt, und Lernende konnten sich mit den Werkzeugen ihrer Wahl in den Kurs einbringen: z. B. über Forendiskussionen in der bereitgestellten Moodle-Plattform, Blogeinträge, Second Life oder regelmäßigen Onlinetreffen im Virtual Classroom.

## Kritik am Konnektivismus
Konnektivismus wurde bereits von mehreren Seiten kritisiert. Pløn Verhagen hat eingewendet, dass Konnektivismus keine Lerntheorie sei, sondern lediglich eine "pädagogische Sicht auf Bildung". Verhagen argumentiert, Lerntheorien sollten sich mit dem instruktiven Level befassen (wie Menschen lernen). Konnektivismus befasse sich seiner Meinung nach jedoch mit dem curricularen Level (was und warum gelernt wird). Bill Kerr, ein weiterer Kritiker des Konnektivismus glaubt, dass, obwohl Technologie einen Einfluss auf die Lernumgebungen hat, die existierenden Lerntheorien ausreichend sind. Bell bezeichnet Konnektivismus als "einflussreiches Phänomen", das Lehrende und Lernende dazu bewegen kann, sich mit der eigenen Lehr- und Lernpraxis auseinanderzusetzen. Sie kritisiert aber das Fehlen qualitativer Studien, ohne die der Konnektivismus im Kontext anderer Lerntheorien nicht weiterentwickelt werden kann. Kop und Hill sehen den Stellenwert des Konnektivismus vor allem in seiner Bedeutung für die Entstehung neuer pädagogischer Ansätze, in denen die Verantwortung von Lehrenden zunehmend an die Lernenden wechselt.
Kersten Reich bietet einen Konstruktivistischen Ansatz, der dem Konnektivismus ähnlich ist. Im von ihm erweiterten Konstruktivismus, dem Interaktionistischen Konstruktivismus, werden im Grunde dieselben Lernmethoden beschrieben; der Interaktionistische Konstruktivismus verzichtet aber (im Gegensatz zum Konnektivismus) auf den Anspruch, eine völlig neue Lerntheorie zu sein, sondern sieht sich lediglich als Konstruktivistische Erweiterung.